# Brachynillus
Brachynillus es un género de coleópteros adéfagos perteneciente a la familia Carabidae. 
Contiene las siguientes especies:
- Brachynillus natalensis Basilewsky, 1988
- Brachynillus pallidus (Peringuey, 1896)
- Brachynillus varendorffi Reitter, 1904